# Стейнен, Стейн
Стейн Сте́йнен (фр. Stijn Stijnen; род. 7 апреля 1981[…], Хасселт, Фламандский регион) — бельгийский футболист, вратарь, тренер. Экс-игрок национальной сборной Бельгии.

## Клубная карьера
Стейн Стейнен родился в Хасселте, Лимбург. В 2000 году, в возрасте 19 лет, перешёл из клуба «Хасселт» в клуб «Брюгге» и стал заменой для ветерана Дани Верлиндена, который завершил карьеру в 41 год, а затем заменил Томислава Бутину. 18 апреля 2003 года он дебютировал в лиге в победном матче против «Гента». Его большой прорыв произошел в сезоне 2005/06, когда он несколько раз заменил травмированного Бутину. Несколько сильных выступлений (в том числе, матч Лиги чемпионов УЕФА с «Ювентусом» на групповом этапе) сделали его бесспорным игроком основного состава.

## Международная карьера
Главный тренер сборной Бельгии Рене Вандерейкен отметил выступления Стейнена на клубном уровне и дал ему возможность дебютировать 11 мая 2006 года в товарищеском матче против Саудовской Аравии. В марте 2007 года, перед отборочным матчем Евро-2008 против Португалии, он заявил журналистам, что его товарищи по команде должны убрать главную звезду соперника Криштиану Роналду из игры на ранней стадии, любыми необходимыми средствами. В конечном итоге команда португальцев выиграла со счетом 4:0, а Криштиану Роналду отметился дублем. После матча игрок «Манчестер Юнайтед» принял извинения бельгийца.
Стейнен завершил международную карьеру в октябре 2009 года, сыграв 30 матчей за сборную.

## Тренерская карьера
После окончания игровой карьеры в 2011 году  Стейнен вернулся в «Хасселт», чтобы спасти команду от банкротства. В феврале 2012 года клуб назначил Тео Кастерса новым тренером «Хасселта», а Стайнен был назначен президентом клуба третьего дивизиона Бельгии. Чуть больше недели спустя его партнер по сборной Йелле Ван Дамм был назначен спортивным консультантом клуба. В ноябре 2015 года Барт Кастерс сменил Стейнена на посту президента «Хасселта», а бывший вратарь стал спортивным директором сменив на этом посту своего отца Жан-Пьера «Джемпи» Стейнена. Спустя год он сменил на посту главного тренера команды Винсента Эврара, который ушел в «Верброедеринг Гил». В феврале 2017 года он был уволен из клуба, который он помог спасти от краха в 2012 году. 
В марте 2018 года «Патро Эйсден Маасмехелен» объявил, что Стейнен сменит Гвидо Брепоэлса на посту тренера по окончанию сезона.  Стейнен превзошел ожидания и в свой первый сезон в качестве тренера «Патро» сразу стал чемпионом во Втором бельгийском дивизионе, а в мае 2023 года — чемпионом уже в Первом дивизионе.
В марте 2023 года он получил тренерский диплом УЕФА Pro License. 

## Политика
На муниципальных выборах 2012 года Стейнен баллотировался как независимый кандидат в местном списке города Хасселт.  Оппозиционная партия «CD&V» раскритиковала связь между субсидией, которую его футбольная команда получила от города, и его появлением в качестве «белого кролика» в городском списке. В итоге Стайнен получил достаточно голосов, чтобы быть избранным муниципальным депутатом.
Однако летом 2014 года ему пришлось досрочно прекратить свои полномочия чиновника. По данным Федеральной государственной службы внутренних дел Бельгии, его основным местом жительства был не Хасселт, а Ньюверкеркен, где зарегистрированы его жена и дети. 

## Личная жизнь
Стейн Стейнен является сыном бывшего бельгийского футболиста Жан-Пьера Стейнена, который выступал за «Хасселт» и «Берхем Спорт». Его мать - итальянка. 4 июня 2011 года Стейн женился на своей девушке Верле Шройрс, которая родила ему в 2008 году дочь Алену. 

## Достижения

### Командные
«Брюгге»
- Чемпион Бельгии (2): 2002/03, 2004/05
- Обладатель Кубка Бельгии (3): 2001/02, 2003/04, 2006/07
- Обладатель Суперкубка Бельгии (4): 2002, 2003, 2004, 2005